# Анди Руис
Андрес Понсе Руис-младши (на английски: Andy Ruiz Jr.) (известен като Анди Руис-младши) роден на 11 септември 1989 г. в Калифорния е американски професионален боксьор от мексикански произход, бивш световен шампион в тежка категория на 4 организации.
На 1 юни 2019 г. нанася първа загуба на световния шампион Антъни Джошуа и така става първият световен шампион в тежка категория от мексикански произход, като завоюва титлите на WBA (Super), IBF, WBO и IBO.
Намира се на 4-та позиция в ранглистата на BoxRec и 6-а на списание The Ring, а Transnational Boxing Rankings го класира на 11-о място.

## Ранен живот
Роден е и израснал в Импириъл, Калифорния. Родителите му имигрират в САЩ от Мексико. Анди се увлича по бейзбола преди баща му да го заведе в боксовата зала. Провежда първия си боксов мач в Сан Диего, когато е едва на седем години. Започва аматьорската си кариера в Мексико.

## Аматьорски години
Руис има аматьорски рекорд 105 – 5 (победи-загуби). Печели две отличия на национално републиканско състезание за юноши в Мексико. Представя страната от Северна Америка на два квалификационни турнира за Олимпийските игри в Пекин през 2008 г. Губи в първия и втория кръг от Робърт Алфонсо и Оскар Ривас. Фактът, че родителите му са родени в Мексико, кара Руис да се бие именно за тази страна.

## Професионална кариера
19-годишен той прави своя дебют при професионалистите в Тихуана, Мексико. В 4-рундов мач срещу Михел Рамирез печели с нокаут в първия рунд. След три месеца на същото място Анди поваля три пъти Рос Брантли, като печели с нокаут. След осем месеца през февруари 2010 побеждава с единодушно съдийско решение Луиз Лопез Алкараз. Месец по-късно дебютира в САЩ, като нокаутира Люк Ваун в първия рунд. На 23 март 2012 г. с рекорд 13 – 0 (победи-загуби), Руис участва в първия за него 8-рундов мач срещу Хомеро Фонсека и излиза краен победител след като са изиграни всички рундове.

### Изкачване в ранглистите
Руис пътува до Макао за да се бие с непобедения Джо Ханкс, представляван от мениджмънта на Top Rank. Битката е в 10 рунда и е заложена междуконтиненталната титла на WBO. Ханкс е отказан в четвъртия рунд. На 24 ноември на същото място побеждава Тор Хамър на престижна галавечер за мача Пакиао-Риос. Руис защитава междуконтиненталния пояс на WBO и печели колана на Северноамериканската боксова федерация. Анди защитава титлите срещу бившия световен шампион Сергей Ляхович след победа с единодушно съдийско решение. Четвъртата защита на пояса на NABF идва след победа срещу бившия претендент за световната титла Рей Остин, като от щаба на Остин прекратяват битката след четвъртия рунд. Последната победа на Руис му спечели елиминационен двубой с Хю Фюри на галавечерта на 29 октомври в Манчестър (отмененият реванш Тайсън Фюри-Владимир Кличко). По-късно битката се отменя поради нежеланието на мексиканеца.

### Руис срещу Паркър
На 10 декември 2016 година Световната боксова организация насрочва мач между Джоузеф Паркър и Анди Руис-младши, след като Тайсън Фюри е принуден да оваканти поясите си заради положителна проба на кокаин, включително и този на WBO. Паркър печели с единодушно съдийско решение и така завоюва първата си титла със световен статут. След спорната загуба Руис заявява: „Мисля, че аз победих или най-малко мачът завърши наравно. Използвах джеба си и свърших добра работа“

#### Завръщане
След близо повече от година пауза Руис се завръща с победа в Калифорния срещу Девин Варгас. „Разрушителят“ надиграва претенденти като Кевин Джонсън и Александър Димитренко.

### Руис срещу Джошуа
На 1 юни е насрочен мач между Антъни Джошуа и Джарел Милър. Битката се отменя заради три положителни проби на Милър в рамките на една седмица. След победата си над Димитренко, Руис заявява, че е готов да се срещне със световния шампион въпреки малкото време за подготовка.
Руис шокира света с победата си над Джошуа в седмия рунд. Той е първият световен шампион в тежка категория от мексикански произход. В третия рунд Джошуа сваля съперника си в нокдаун. След размяна на удари британецът е на земята. В края на рунда Руис успява да прати на пода още веднъж опонента си. В седмия рунд Джошуа е пратен в нокдаун още два пъти, като след втория не намира сили да продължи и респективно съдията прекратява мача. Това е сред най-големите изненади в бокса.

### Руис срещу Джошуа 2
В началото на август Еди Хърн, който е директор на Matchroom Boxing, обяви реванша между бившия световен шампион в тежка категория Антъни Джошуа и настоящия такъв Анди Руис. Новопостроената Дирия Арена, намираща се в покрайнините на Рияд, Саудитска Арабия, е домакин на събитието.
Американецът от мексикански произход загуби статута си на обединен шампион, като е доминиран в продължение на 12 рунда и успя да вземе само два – 4-тия и 8-ия. Джошуа написа история като вече двукратен световен шампион в тежка категория. Победата го нареди до имена като Флойд Патерсън, Мохамед Али и Ленъкс Люис, които са си връщали световната титла в кралската дивизия след директен реванш.

## Професионални срещи
| 35 мача, 33 Победи (22 нокаута), 2 Загуби |        |                       |     |              |            |                         |                                          |
| #                                         | Рекорд | Опонент               | Тип | Рунд, време  | Дата       | Място                   | Бележка                                  |
| Губи                                      | 33 – 2 | Антъни Джошуа         | UD  | 12           | 2019-12-07 | Дирия, Саудитска Арабия | Губи IBF, WBA, IBO и WBO титла в тежка   |
| Печели                                    | 33 – 1 | Антъни Джошуа         | TKO | 7 (12), 1:33 | 2019-06-01 | Ню Йорк, Ню Йорк        | Печели IBF, WBA, IBO и WBO титла в тежка |
| Печели                                    | 32 – 1 | Александър Димитренко | RTD | 5 (10), 3:00 | 2019-04-20 | Карсън, Калифорния      |                                          |
| Печели                                    | 31 – 1 | Кевин Джонсън         | UD  | 10           | 2018-07-07 | Фресно, Калифорния      |                                          |
| Печели                                    | 30 – 1 | Девин Варгас          | KO  | 1 (8), 1:38  | 2018-03-10 | Карсън, Калифорния      |                                          |
| Губи                                      | 29 – 1 | Джоузеф Паркър        | MD  | 12           | 2016-12-10 | Окланд, Нова Зеландия   | За вакантната WBO титла в тежка          |
| Печели                                    | 29 – 0 | Франклин Лорънс       | UD  | 10           | 2016-09-10 | Лимор, Калифорния       |                                          |